# Euclidia glyphica
Espèce
Euclidia glyphica, la Doublure jaune, est une espèce de lépidoptères (papillons) de la famille des Erebidae, répandue en Europe.

## Systématique

### Noms vernaculaires
La Doublure jaune prend les noms vernaculaires de Braune Tageule en Allemagne, de Burnet Companion au Royaume-Uni et en Irlande et de Bruine daguil aux Pays-Bas.

### Classification traditionnelle
Bien qu'elle soit active en journée, on la classe traditionnellement parmi les papillons de nuit (hétérocère) car ses antennes sont filiformes et non pas en forme de massue.

### Synonymes (noms scientifiques)
Ectypa glyphica (Linnaeus, 1758) et Phalaena glyphica (Linnaeus, 1758) sont des synonymes pour cette même espèce.

## Description
- Imago : les ailes antérieures de l’adulte sont de couleur brune et ornées de trois bandes transversales. Les ailes postérieures sont jaunes ou jaune orangé rehaussées de bandes brunes. Au verso, les ailes sont jaune orangé. Pas de dimorphisme entre mâles et femelles. Envergure: de 25 à 30 mm[1].
- Nymphe : brune, elle est posée à même le sol.
- Chenille : la chenille de couleur brune mesure jusqu’à 40 mm de long, elle est grêle et totalement glabre. Le tégument est crème avec des bandes longitudinales brunes. On peut la confondre avec celle du M noir (Euclidia mi)[3].
- Œufs : vert clair, ils sont pondus sur les plantes hôtes.

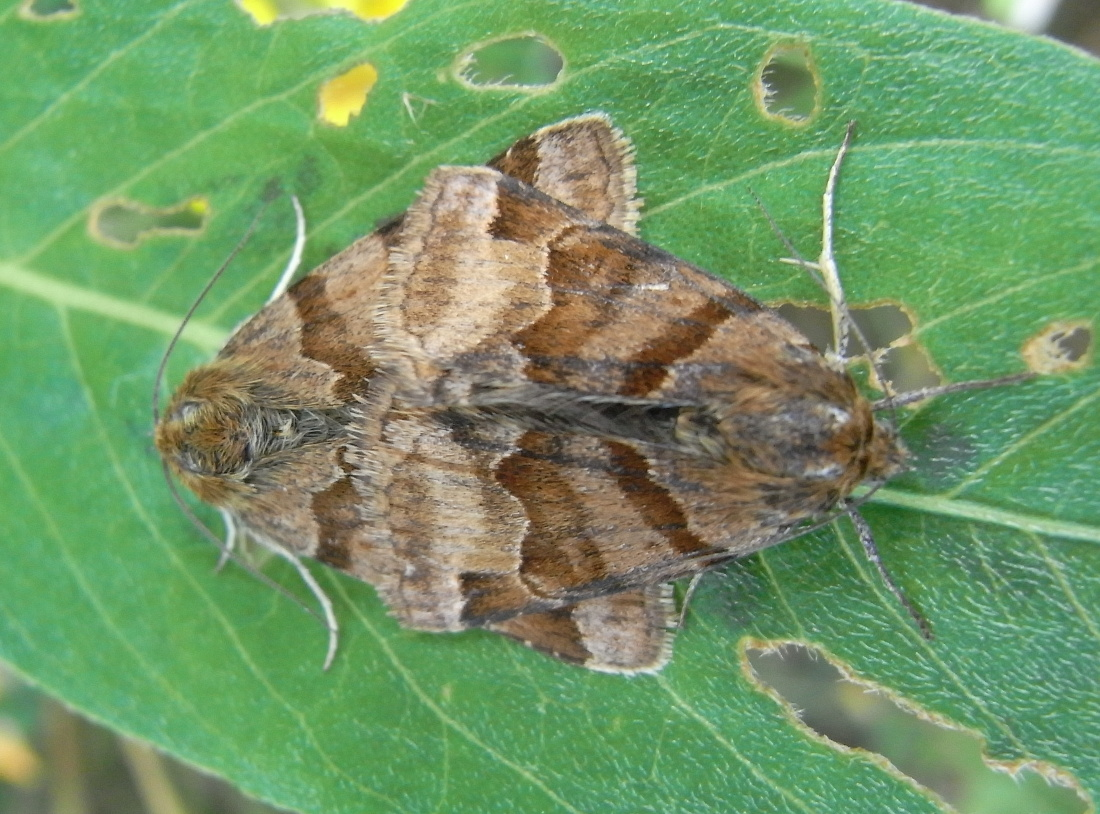
Accouplement.

## Biologie

### Période de vol et hivernation
La doublure jaune produit deux générations par an (vol de fin avril à juillet, puis de fin juillet à fin août). Les chenilles éclosent en juin, puis en septembre-octobre. La  nymphe hiverne à même le sol. La noctuelle adulte est active durant la journée et cesse toute activité à la tombée de la nuit.

### Plantes hôtes et biotope
La chenille est essentiellement présente sur les fabacées (lotiers, trèfles, luzernes…),.

## Écologie et distribution
Ce papillon est présent en Afrique du Nord, en Europe et dans tout le nord de l'Asie, notamment en Sibérie. Présent dans les prairies des zones tempérées européennes, il est également signalé dans le nord de l'Italie, en Scandinavie, en Suisse, en Belgique et en Europe de l'Est (Moldavie et Roumanie).